# Королюк, Алексей Поликарпович
Алексей Поликарпович Королю́к (укр. Королю́к Олексій Полікарпович; 26 февраля 1926, Харьков — 3 марта 2021, Харьков) — советский и украинский физик, член-корреспондент НАНУ, лауреат Государственной премии УССР в области науки и техники (1980), соавтор зарегистрированного открытия «Акустомагнитоэлектрический эффект» (1964).

## Биография
Участник Великой Отечественной войны. Окончил Харьковский государственный университет (1956). Работал в Институте радиофизики и электроники НАНУ. Доктор физико-математических наук (1974), тема диссертации «Распространение ультразвука в металлах и проблема их электронного энергетического спектра».

## Научные достижения
Работы в области акустоэлектроники и низкотемпературной акустики металла. Открыл гигантские осцилляции поглощения звука в металлах в сильных магнитных полях и акустомагнитоэлектрический эффект (открытие зарегистрировано в Государственном реестре открытий СССР в 1964 году). 

### Публикации
- Исследование осцилляций коэффициента поглощения звука в висмуте // ЖЭТФ. 1965. Т. 49, № 10
- Новый акустический резонанс в наклонном поле // Письма в ЖЭТФ. 1965. Т. 2, № 1
- Valery I Khizhnyi, Valery V Tarakanov, Aleksey P Korolyuk, Mark B Strugatsky. Electromagnetic generation of sound in iron borate // Physica B. — 2000. — Т. 284–288. — С. 1151-1152.
- Mitsay, Yu.N., Skibinsky, K.M., Strugatsky, M.B., Korolyuk, A.P., Tarakanov, V.V., & Khizhnyi, V.I. Gakel'-Turov oscillations in iron borate // Journal of Magnetism and Magnetic Materials. — 2000. — Т. 219, вып. 3. — С. 340-348.
- В.И. Хижный, В.В. Тараканов, А.П. Королюк, Т.М. Хижная. Электромагнитное возбуждение звука в борате железа // Физика низких температур. — 2006. — Т. 32, вып. 7. — С. 838–844.[3]

### Премии и награды
- Государственная премия УССР в области науки и техники (1980)
- Член-корреспондент НАНУ (1985)[3]